# Eupithecia rauca
Eupithecia rauca är en fjärilsart som beskrevs av W. Warren 1906. Eupithecia rauca ingår i släktet Eupithecia och familjen mätare. Inga underarter finns listade i Catalogue of Life.